# Fritz Suhren
Fritz Suhren (ur. 10 czerwca 1908 w Varel, zm. 12 lipca 1950) – zbrodniarz hitlerowski, komendant obozu koncentracyjnego Ravensbrück oraz SS-Hauptsturmführer. Był członkiem NSDAP (numer legitymacji partyjnej 109 561) i SS (numer ewidencyjny 14 682), wyróżniony odznaką pierścienia SS.

## Życiorys
Urodzony w Varel. 1 grudnia 1928 roku wstąpił do NSDAP, a w grudniu 1931 roku do SS. Do 1942 pełnił służbę w różnych obozach na terenie III Rzeszy, był kierownikiem obozu (Lagerführer) w Sachsenhausen. Od 1 sierpnia 1942 Suhren był komendantem w Ravensbrück do końca istnienia obozu. Jako taki jest odpowiedzialny nie tylko za mordowanie, maltretowanie i przeprowadzanie zbrodniczych pseudoeksperymentów medycznych na więźniarkach obozu, ale także za wybudowanie prowizorycznej komory gazowej w Uckermark w styczniu 1945. Do kwietnia 1945 pochłonęła ona ok. 6 tysięcy ofiar, głównie więźniarek i dzieci niezdolnych do pracy.
Po wojnie został aresztowany i początkowo miał zostać głównym oskarżonym w pierwszym procesie załogi Ravensbrück przed brytyjskim Trybunałem Wojskowym w Hamburgu. Jednak udało mu się, wraz z innym zbrodniarzem Hansem Pflaumem, zbiec z więzienia w Neuengamme. Suhren ukrył się w Bawarii pod fałszywym nazwiskiem. Opuszczając obóz zabrał ze sobą wiele kosztowności pozostawionych po zamordowanych więźniarkach. Złożono jednak na niego donos i aresztowała go policja. Byłe więźniarki Ravensbrück potwierdziły jego tożsamość. Suhren (z Pflaumem, którego również schwytano) został przekazany władzom francuskim.
Trybunał Wojskowy w Rastatt 10 marca 1950 skazał Suhrena i Pflauma na karę śmierci przez rozstrzelanie. 13 maja 1950 wyrok zatwierdził francuski Sąd Najwyższy, a prezydent Vincent Auriol nie skorzystał z prawa łaski. 12 lipca 1950 obaj skazani zbrodniarze zostali rozstrzelani przez pluton egzekucyjny w lesie koło Rastatt.